# Coil system
Coil system (z americké angličtiny lze přeložit jako kořistění (kořistnický systém), rabování, korytaření; sociologové pojem většinou nepřekládají) je takové pojetí politiky, při kterém jsou vítězové voleb považování za „kořistníky“, tedy že je pro ně předmětná výhra prostředkem k obohacení. Jedná se v tomto případě o jednotlivce, politické strany a jejich sympatizanty, jako jsou organizace, odbory atp.
Samotný politický boj a volby s ním spojené jsou pojímány jako obchodní transakce, „obchodníci“ využívají práci s veřejností – reklamu, také public relations neboli „vztahy s veřejností“, což je název pro techniky a prostředky, pomocí kterých instituce nebo obchodní společnost staví a udržuje vztahy se svým okolím a s veřejností, zkoumá postoje a názory této společnosti a snaží se je ovlivňovat.
Po dosažení moci, která je indikátorem ke změně nebo obměně důležitých řídících pozic, ale i těch běžných, se objevuje narůstající prosazování rodinných klanů v politice a rovněž v hospodářských strukturách. Tento způsob uplatňování a rozšiřování vlivu jedince na společnost pomocí prosazování příbuzných a oblíbenců do lukrativních a společensky vlivných pozic a rolí se nazývá nepotismus. Jde tedy o speciální typ personální politiky, jejímž účelem je přeměna společnosti, politického vlivu, ekonomických výhod a priviIegií v „rodinné bohatství“. Dalším smyslem nepotismu je i snazší kontrola politických, sociálních a ekonomických procesů pomocí příbuzenského vztahu, větší šance při upevňování moci a podmanění nových sfér vlivu s touto oporou nebo rozložení moci na rozlehlejší okruh jedinců spojených rodinnými či jinými pouty. Politika je pak ovládána tzv. „bossy“, kteří ještě před vítězstvím ve volbách domlouvají obsazení vlivných politických a hospodářských pozic. Obvyklým prvkem této politiky jsou protekce, korupce a likvidace „nepohodlných“ osob, neúplatných politiků, odborářů nebo objektivních novinářů atd.
Coil systém se vyvinul ze staršího systému tzv. patronáže. Jde o poměrně starý koncept, objevující se již u Maxe Webera jako patronáž úřadu. Max Weber popisuje patronáž jako systém, ve kterém jsou důležité úřady po volbách svěřeny do rukou sympatizantů vítězného kandidáta, respektive strany. Dosazení kandidáti obvykle nemusí mít pro samotný výkon konkrétní funkce jiné předpoklady než to, že vítězné straně nebo kandidátovi prokázali dobré služby. Tento jev bývá poměrně často zmiňován ve spojitosti s korupcí, nicméně patronáž nemusí automaticky znamenat korupční či klientelistickou machinaci. Pozice může být jedincem obsazena z různých důvodů, nejen z důvodu kupování si loajality daného jednotlivce. Může to být z důvodu například, aby kontroloval dodržování politické struktury, definici politických cílů, nebo aby plnil funkci „informátora“.
Ve Spojených státech tvoří boj s coil systémem velkou součást národních tradic, například pro westerny i díla tzv. nezávislé sociální žurnalistiky je tento střet ústředním dějem. V Evropě tento jev lze najít také snadno. Dle Jana Mertla se už prvky coil systému objevovaly v činnosti politických stran v období předmnichovské republiky. Dnes je možné je nalézt zvláště v rozvojových zemích. Nicméně jeho části pronikají v různé šíři do politiky všech západních zemí, i do tzv. zemí postkomunistických. Coil systém může být prosazován na úrovni instituce, podniku nebo jakékoliv jiné organizace.